# Альбицкий, Валерий Юрьевич
Вале́рий Ю́рьевич Альби́цкий (род., 14 апреля 1941, Казань) — советский врач, социал-гигиенист, ученый в области истории медицины, доктор медицинских наук (1987), профессор (1989).

## Биография
Родился 14 апреля 1941 года в городе Казань, Татарская АССР, РСФСР. Его мать была врачом.
В 1964 году кончил Казанский государственный медицинский институт на педиатрический факультет. Получив диплом, начал работать педиатром в Алексеевской центральной районной больнице, затем стал инспектором Министерства здравоохранения Татарской АССР.
С 1966 по 1976 год вёл научную работу и преподавал в Казанском медицинском институте. В 1970 году защитил кандидатскую диссертацию.
В 1976 году назначен заведующим кафедрой в Читинском государственном медицинском институте. В 1979 году - заведующим кафедрой в Горьковском медицинском институте, был заведующим отделом в Горьковском научно-исследовательском институте педиатрии.
В 1987 году защитил докторскую диссертацию на тему «Особенности состояния здоровья и система организационных и профилактических мероприятий оздоровления часто болеющих детей».
В 1993 году вернулся в Казанский медицинский институт. В 1995 году, в этом институте, Валерий Альбицкий организовал первую в Российской Федерации кафедру биомедицинской этики, затем, в 1998 году стал организатором кафедры медицинского права в том же институте.
В 2003 году перешёл на работу в Информационно-аналитический отдел Научного центра детского здоровья Российской академии медицинских наук (РАМН). В марте 1990 года избран профессором.
Альбицкий является автором трудов, которые посвящены истории развития казанских медицинских школ и деятельности выдающихся казанских учёных Н. А. Виноградова, Ф. Г. Мухамадьярова, А. В. Вишневского. Также написал научные работы по медико-социальным проблемам заболеваемости и смертности детского населения.
Альбицкий составил и был редактором биографических словарей — «Казанские профессора-гигиенисты» (1995), «Деканы Казанского медицинского университета» (1997). Почётный профессор КГМУ.